# Cyathea ursina
Cyathea ursina là một loài thực vật có mạch trong họ Cyatheaceae. Loài này được (Maxon) Lellinger mô tả khoa học đầu tiên năm 1987.